# Jonestown (Texas)
Pour les articles homonymes, voir Jonestown.
Jonestown est une ville située au nord du comté de Travis, au Texas, aux États-Unis,.

## Démographie
Lors du recensement de 2010, la ville comptait une population de 1 834 habitants. Elle est estimée, en 2017, à 2 071 habitants.

### Source de la traduction
- (en) Cet article est partiellement ou en totalité issu de l’article de Wikipédia en anglais intitulé « Jonestown, Texas » (voir la liste des auteurs).